# Emberiza rustica

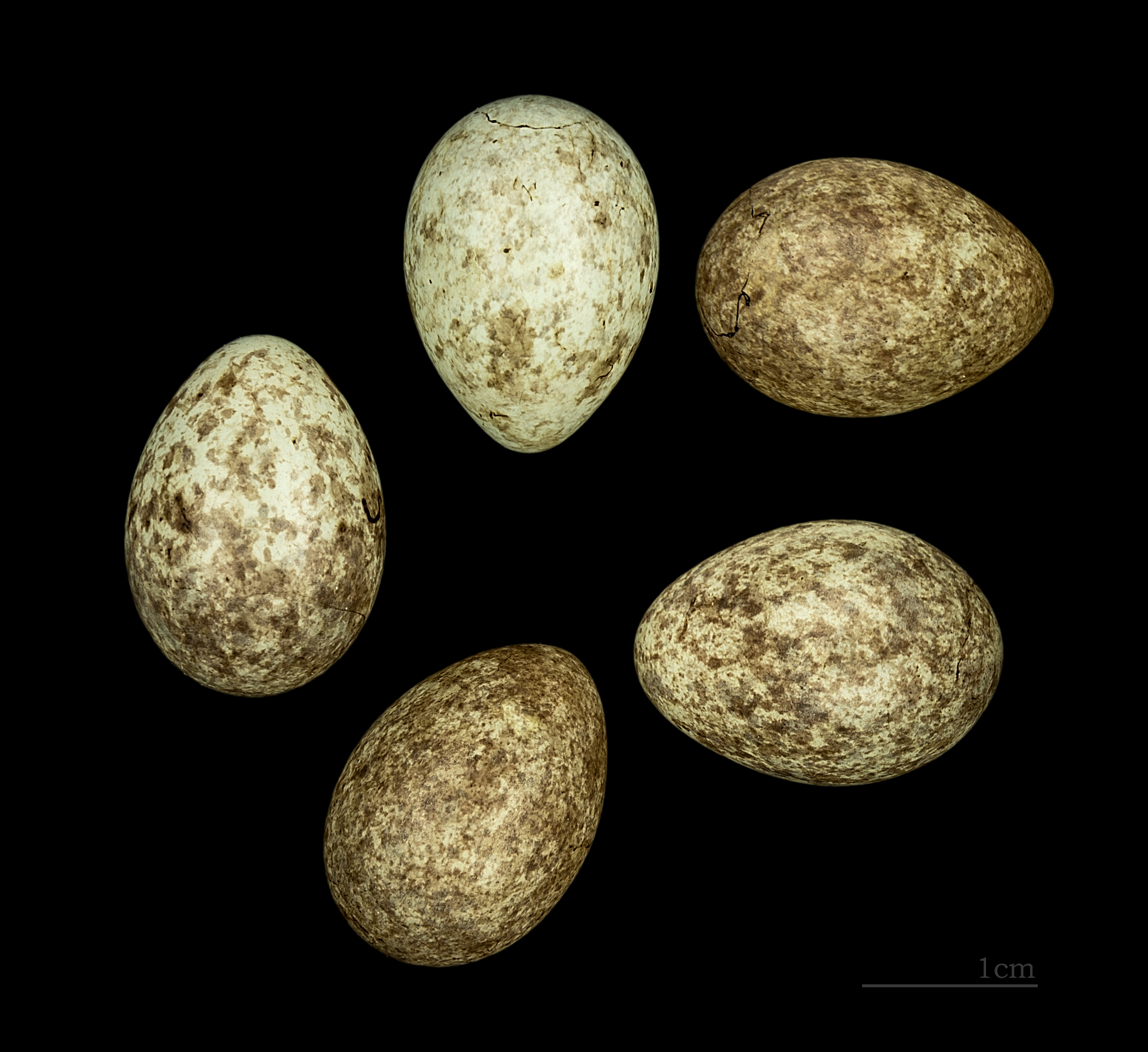
Emberiza rustica

Emberiza rustica là một loài chim trong họ Emberizidae.